# Radio Eska Warszawa
Radio Eska Warszawa (styl. Radio ESKA Warszawa) – polska stacja radiowa należąca do sieci Radio Eska, nadająca w Warszawie na częstotliwości 105,6 MHz. Obiektem nadawczym stacji jest warszawski wieżowiec Varso Tower.

## Historia
Radio Eska Warszawa rozpoczęło działalność w 1990 roku, przez pierwsze dwa lata nadając pod nazwą Radio S. W 1998 roku dało początek sieci radiowej Radio Eska.
Stacja zastąpiła Radio „Solidarność” nadające od 26 maja 1990.
W 2005 roku Eska Warszawa zmieniła swój program. Ze studia lokalnego, które nadawało wyłącznie program lokalny dla Warszawy, przekształciło się w nadające wyłącznie dwa programy, tak jak w pozostałych filiach sieci Radia Eska. Aktualnie Eska Warszawa nadaje swój lokalny program w paśmie popołudniowym między 15:00 a 18:00, w pozostałych godzinach nadawana jest audycja ogólnosieciowa z tamtejszej siedziby Radia Eska.
Od 2020 roku radio występuje także online (podobnie jak inne stacje Radia Eska).

## Słuchalność
Według badania Radio Track (wykonane przez Millward Brown SMG/KRC) udział Radia Eska Warszawa pod względem słuchania w okresie październik-marzec 2021/2022 w grupie wiekowej 15-75 lat wyniósł 5,8 proc., co dało tej stacji 4. pozycję w rankingu rynku radiowego w Warszawie.

## Audycje
- Obudź się na Jankesa – poranny program prowadzony przez Krzysztofa „Jankesa” Jankowskiego[4], Kamilę „Kamę” Ryciak[5] i Filipa „Rudego” Antonowicza[5], nadawany od poniedziałku do piątku od godziny 6:30 do 10:00.
- Hity na czasie – południowy program prowadzony przez Michała Hanczaka, Michała Sobkowskiego, Rafała Adamczaka, nadawany od poniedziałku do piątku w godzinach od 10:00 do 16:00.

- Wrzuć Na Luz, dawniej Wrzuć na luz z Pirowskim – popołudniowy program sieciowy prowadzony przez Janka Pirowskiego[6] i Paweł „Pawełek” Pawelec[7], nadawany od poniedziałku do piątku od godziny 16:00 do 19:00.
- 2x Gorąca 20 – oficjalna lista czterdziestu najczęściej głosowanych utworów na stronie radia prowadzona przez Michała Sobkowskiego w każdą niedzielę od godziny 16:00 do 19:00. Wcześniej listę prowadził Michał Celeda (do 29 kwietnia 2018). Wcześniej, dokładnie do sierpnia 2017 roku można było usłyszeć tylko pierwszą trójkę notowania w paśmie prowadzonym przez Puotecka, Muzyką się żyje nadawanego od października 2016 roku w godzinach od 18:00 do 20:00. Od października tego samego roku stacja emituje od poniedziałku do piątku od 18:00 do 20:00 program Gorąca 20, który ujawnia notowanie dwudziestu najbardziej lubianych hitów przez polskich słuchaczy.

- ImprESKA – wieczorny program prowadzony przez Kasię Węsierską od poniedziałku do piątku, a także w niedzielę od godziny 19:00 do 23:00, ze względu na zmianę grafiku, gdzie wcześniej nadawano audycję od 20:00 do północy. Krzysztof „Jankes” Jankowski był jednym z głównych prowadzących do marca 2014 roku, gdy to rozpoczął prowadzenie programu Ranne ptaki.

### Audycje Przejściowe
- 10 wakacyjnych hitów jeden po drugim – wakacyjna formuła programu „10 hitów jeden po drugim”